# Gotra errabunda
Gotra errabunda är en stekelart som beskrevs av Cheesman 1936. Gotra errabunda ingår i släktet Gotra och familjen brokparasitsteklar. Inga underarter finns listade i Catalogue of Life.